# În umbra marelui U.R.S.S.
În umbra marelui U.R.S.S. este o reeditare a albumului În umbra marelui urs (2000) al formației Phoenix. Albumul a fost editat în anul 2003, la casa de discuri Electrecord. De această dată, titlul materialului este trecut corect, potrivit dorinței liderului Nicolae Covaci. Coperta este semnată de către Valeriu Sepi. Această reeditare conține în plus o piesă, „Ceata I”, înregistrată în 1996, în componența: Nicolae Covaci (chitară solo, voce), Josef Kappl (chitară bas, voce), Ovidiu Lipan Țăndărică (baterie, percuție).

## Piese
1. Ceata I
2. Nesfârșita luptă
3. Afganistan
4. Numai una
5. Iovano; Iovanke
6. Ora-hora
7. Balada
8. The Measure of a Man
9. Meșterul Manole
10. În umbra marelui U.R.S.S.
11. Liber
12. Ceata II

Muzică: Nicolae Covaci (1-3, 6, 8-12); Guilelm Șorban, aranjament Nicolae Covaci (4); cântec popular macedon (5); Ciprian Porumbescu (7)

Versuri: Nicolae Covaci (1, 2, 10-12); George Coșbuc (4); cântec popular macedon (5); Dinu Olărașu (6); Paul Jellis (8); text popular (9)
Observație: Piesa „Numai una” (4) este trecută greșit pe coperta albumului ca fiind compusă de Nicolae Covaci, în realitate ea aparținând compozitorului Guilelm Șorban (1897).

## Componența formației
- Nicolae Covaci – vocal, chitară electrică și acustică, chitară bas
- Mani Neumann – vioară
- Volker Vaessen – chitară bas
- Alin Oprea – vocal, chitară
- Tavi Colen – vocal
- Lucian Cioargă – baterie

Colaboratori:
- Erlend Krauser / S. Dankelmann / Frank Tienemann – chitare
- V. Hildermann / Josef Kappl – chitară bas
- C. Brylankowski – claviaturi